# Orașul metropolitan Torino
Orașul metropolitan Torino (în italiană Città metropolitana di Torino) este un oraș metropolitan din regiunea Piemont, Italia. Capitala sa este orașul Torino.
Orașul metropolitan Torino este o unitate administrativă, care la 1 ianuarie 2015 a înlocuit Provincia Torino (care a încetat să existe la data 31 decembrie 2014). Cuprinde 316 comune (comuni) și are o suprafață de 6.827 km².

## Comune metropolitane
Cele 316 comune ale Orașului metropolitan Torino:
- Agliè
- Airasca
- Ala di Stura
- Albiano d'Ivrea
- Alice Superiore
- Almese
- Alpette
- Alpignano
- Andezeno
- Andrate
- Angrogna
- Arignano
- Avigliana
- Azeglio
- Bairo
- Balangero
- Baldissero Canavese
- Baldissero Torinese
- Balme
- Banchette
- Barbania
- Bardonecchia
- Barone Canavese
- Beinasco
- Bibiana
- Bobbio Pellice
- Bollengo
- Borgaro Torinese
- Borgiallo
- Borgofranco d'Ivrea
- Borgomasino
- Borgone Susa
- Bosconero
- Brandizzo
- Bricherasio
- Brosso
- Brozolo
- Bruino
- Brusasco
- Bruzolo
- Buriasco
- Burolo
- Busano
- Bussoleno
- Buttigliera Alta
- Cafasse
- Caluso
- Cambiano
- Campiglione-Fenile
- Candia Canavese
- Candiolo
- Canischio
- Cantalupa
- Cantoira
- Caprie
- Caravino
- Carema
- Carignano
- Carmagnola
- Casalborgone
- Cascinette d'Ivrea
- Caselette
- Caselle Torinese
- Castagneto Po
- Castagnole Piemonte
- Castellamonte
- Castelnuovo Nigra
- Castiglione Torinese
- Cavagnolo
- Cavour
- Cercenasco
- Ceres
- Ceresole Reale
- Cesana Torinese
- Chialamberto
- Chianocco
- Chiaverano
- Chieri
- Chiesanuova
- Chiomonte
- Chiusa di San Michele
- Chivasso
- Ciconio
- Cintano
- Cinzano
- Ciriè
- Claviere
- Coassolo Torinese
- Coazze
- Collegno
- Colleretto Castelnuovo
- Colleretto Giacosa
- Condove
- Corio
- Cossano Canavese
- Cuceglio
- Cumiana
- Cuorgnè
- Druento
- Exilles
- Favria
- Feletto
- Fenestrelle
- Fiano
- Fiorano Canavese
- Foglizzo
- Forno Canavese
- Frassinetto
- Front
- Frossasco
- Garzigliana
- Gassino Torinese
- Germagnano
- Giaglione
- Giaveno
- Givoletto
- Gravere
- Groscavallo
- Grosso
- Grugliasco
- Ingria
- Inverso Pinasca
- Isolabella
- Issiglio
- Ivrea
- La Cassa
- La Loggia
- Lanzo Torinese
- Lauriano
- Leini
- Lemie
- Lessolo
- Levone
- Locana
- Lombardore
- Lombriasco
- Loranzè
- Lugnacco
- Luserna San Giovanni
- Lusernetta
- Lusigliè
- Macello
- Maglione
- Mappano
- Marentino
- Massello
- Mathi
- Mattie
- Mazzè
- Meana di Susa
- Mercenasco
- Meugliano
- Mezzenile
- Mombello di Torino
- Mompantero
- Monastero di Lanzo
- Moncalieri
- Moncenisio
- Montaldo Torinese
- Montalenghe
- Montalto Dora
- Montanaro
- Monteu da Po
- Moriondo Torinese
- Nichelino
- Noasca
- Nole
- Nomaglio
- None
- Novalesa
- Oglianico
- Orbassano
- Orio Canavese
- Osasco
- Osasio
- Oulx
- Ozegna
- Palazzo Canavese
- Pancalieri
- Parella
- Pavarolo
- Pavone Canavese
- Pecco
- Pecetto Torinese
- Perosa Argentina
- Perosa Canavese
- Perrero
- Pertusio
- Pessinetto
- Pianezza
- Pinasca
- Pinerolo
- Pino Torinese
- Piobesi Torinese
- Piossasco
- Piscina
- Piverone
- Poirino
- Pomaretto
- Pont-Canavese
- Porte
- Pragelato
- Prali
- Pralormo
- Pramollo
- Prarostino
- Prascorsano
- Pratiglione
- Quagliuzzo
- Quassolo
- Quincinetto
- Reano
- Ribordone
- Riva presso Chieri
- Rivalba
- Rivalta di Torino
- Rivara
- Rivarolo Canavese
- Rivarossa
- Rivoli
- Robassomero
- Rocca Canavese
- Roletto
- Romano Canavese
- Ronco Canavese
- Rondissone
- Rorà
- Rosta
- Roure
- Rubiana
- Rueglio
- Salassa
- Salbertrand
- Salerano Canavese
- Salza di Pinerolo
- Samone
- San Benigno Canavese
- San Carlo Canavese
- San Colombano Belmonte
- San Didero
- San Francesco al Campo
- San Germano Chisone
- San Gillio
- San Giorgio Canavese
- San Giorio di Susa
- San Giusto Canavese
- San Martino Canavese
- San Maurizio Canavese
- San Mauro Torinese
- San Pietro Val Lemina
- San Ponso
- San Raffaele Cimena
- San Sebastiano da Po
- San Secondo di Pinerolo
- Sangano
- Sant'Ambrogio di Torino
- Sant'Antonino di Susa
- Santena
- Sauze d'Oulx
- Sauze di Cesana
- Scalenghe
- Scarmagno
- Sciolze
- Sestriere
- Settimo Rottaro
- Settimo Torinese
- Settimo Vittone
- Sparone
- Strambinello
- Strambino
- Susa
- Tavagnasco
- Torino
- Torrazza Piemonte
- Torre Canavese
- Torre Pellice
- Trana
- Trausella
- Traversella
- Traves
- Trofarello
- Usseaux
- Usseglio
- Vaie
- Val della Torre
- Valgioie
- Vallo Torinese
- Valperga
- Valprato Soana
- Varisella
- Vauda Canavese
- Venaria Reale
- Venaus
- Verolengo
- Verrua Savoia
- Vestignè
- Vialfrè
- Vico Canavese
- Vidracco
- Vigone
- Villafranca Piemonte
- Villanova Canavese
- Villar Dora
- Villar Focchiardo
- Villar Pellice
- Villar Perosa
- Villarbasse
- Villareggia
- Villastellone
- Vinovo
- Virle Piemonte
- Vische
- Vistrorio
- Viù
- Volpiano
- Volvera

### Cele mai populate comune
| Loc | Comună           | Populație | Suprafață (km²) | Densitate (loc./km²) | Altitudine (m.d.m.) |
| --- | ---------------- | --------- | --------------- | -------------------- | ------------------- |
| 1º  | Torino           | 898.095   | 130,01          | 6.925                | 239                 |
| 2º  | Moncalieri       | 56.859    | 47,53           | 1196                 | 260                 |
| 3º  | Collegno         | 50.119    | 18,10           | 2.765                | 302                 |
| 4º  | Rivoli           | 48.758    | 29,50           | 1659                 | 352                 |
| 5º  | Nichelino        | 48.386    | 20,56           | 2311                 | 229                 |
| 6º  | Settimo Torinese | 47.729    | 32,37           | 1452                 | 207                 |
| 7º  | Grugliasco       | 38.034    | 13,13           | 2885                 | 293                 |
| 8º  | Chieri           | 36.865    | 54,20           | 672                  | 376                 |
| 9º  | Pinerolo         | 35.726    | 50,34           | 692                  | 305                 |
| 10º | Venaria Reale    | 34.334    | 20,44           | 1682                 | 262                 |

Cu 35 de locuitori, Moncenisio, este cea mai slab populată comună.